# Tim Flannery
Tim Flannery (* 28. ledna 1956) je australským mamalologem, paleontologem a ekologickým aktivistou. V roce 2007 se mu dostalo pocty v podobě titulu "Australan roku 2007". Dnes působí na Macquarie University a jeho hlavním zájmem jsou změny světového podnebí působením lidské civilizace. Jeho články na toto téma jsou často citovány ve světových médiích. Flannery se také podílel na výzkumu "polárních dinosaurů" na lokalitě Dinosaur Cove a jeden rod dinosaura - Timimus - je pojmenován po něm.